# Nowiki Małe
Nowiki Małe (biał. Малыя Навікі, Małyja Nawiki; ros. Малые Новики, Małyje Nowiki) – wieś na Białorusi, w obwodzie mińskim, w rejonie stołpeckim, w sielsowiecie Rubieżewicze.

## Historia
W XIX i w początkach XX w. położone były w Rosji, w guberni mińskiej, w powiecie mińskim. Zamieszkane były przez szlachtę zagrodową.
W dwudziestoleciu międzywojennym leżały w Polsce, w województwie nowogródzkim, w powiecie stołpeckim, w gminie Rubieżewicze. W 1921 miejscowość liczyła 91 mieszkańców, zamieszkałych w 15 budynkach, w tym 90 Polaków i 1 Białorusina. 90 mieszkańców było wyznania rzymskokatolickiego i 1 prawosławnego. 
Po II wojnie światowej w granicach Związku Sowieckiego. Od 1991 w niepodległej Białorusi.